# 대구 동산병원 구관
대구 동산병원 구관은 대구광역시 중구 계명대학교 동산의료원에 있는 일제강점기의 건축물이다. 2002년 5월 31일 대한민국의 국가등록문화재 제15호로 지정되었다.

## 개요
이 건물은 대구 최초의 서양의학병원인 제중원을 전신으로 하여 선교사 플레처(Fletcher)가 건립하였다. 태평양전쟁 때는 일본군들이 경찰 병원으로, 한국전쟁 때는 국립경찰병원 대구분원으로 사용하였다. 평면은 ‘一’자 모양으로, 복도를 중심으로 각 실이 마주 보며 배치되어 있고, 정면 중앙에 현관의 포치(Porch)가 돌출되어 있었으나 대구지하철 3호선을 개설하기 위해 2010년 현관 부분을 철거하였다.

## 같이 보기
- 계명대학교 동산의료원

## 참고 자료
- 대구 동산병원 구관 - 국가유산청 국가유산포털